# FC 라쇼드퐁
FC 라쇼드퐁(FC La Chaux-de-Fonds)은 스위스에 있는 라쇼드퐁을 연고로 하는 축구 클럽이다. 이 팀은 1894년에 창단되었다.

## 선수 명단

### 현역
참고: FIFA 자격 규정에 따라 소속된 국가대표팀 국기를 표시합니다. 선수는 복수의 FIFA 비회원국 국적을 가지고 있을 수 있습니다.
| 번호 | 포지션 | 국적 | 이름          |
| ---- | ------ | ---- | ------------- |
| 5    | DF     |      | 닐스 캐틴     |
| 15   | DF     |      | 지미 프로사드 |

| 번호 | 포지션 | 국적 | 이름 |
| ---- | ------ | ---- | ---- |

## 역대 감독
| 감독    | 임기        |
| ------- | ----------- |
| 장 뱅상 | 1967 ~ 1970 |

틀:FC 라쇼드퐁 선수 명단